# Zentralmarkt (Santiago de Chile)
Der Zentralmarkt von Santiago (span. Mercado Central de Santiago) ist ein Lebensmittelmarkt in der Bauform der Markthalle. Er liegt im historischen Zentrum von Santiago de Chile, der Landeshauptstadt, in der Nähe der Station Cal y Canto der U-Bahn von Santiago. Derzeit konzentriert er einen großen Teil seines Umsatzes auf die Vermarktung von Fischen und Meeresfrüchten sowie auf ein wichtiges gastronomisches Angebot dieser Meeresprodukte und wird so zu einem beliebten Touristenziel, um typische nationale Küche zu essen.
Am 15. Juni 1984 wurde er zum nationalen historischen Denkmal erklärt. 2012 bezeichnete ihn das US-amerikanische Magazin National Geographic als den fünftbesten Markt der Welt.

## Geschichte
Der Zentralmarkt wurde 1872 als Ergebnis des Wiederaufbaus des alten Großmarktes gegründet, der 1864 durch einen Brand schwer zerstört wurde. Während der Amtszeit von Benjamín Vicuña Mackenna als Provinzbürgermeister unter der Präsidentschaft von Federico Errázuriz Zañartu bestand die Idee darin, den alten Marktplatz (Plaza de Abastos), der in den ersten Jahren der Unabhängigkeit des Landes im 1817 in Betrieb genommen wurde, durch eine überdachte Struktur zu ersetzen. Zu diesem Zweck entwarfen Edward Woods und Charles Henry Drive eine viereckige Gusseisenkonstruktion, die in der englischen Stadt Glasgow gegossen werden sollte. Diese Struktur im neoklassizistischen Architekturstil diente als Hauptfundament des Gebäudes. Der Innenraum wurde vom Stadtplaner Manuel Aldunate y Avaria entworfen, der den gesamten Umfang mit gebrannten Tonziegeln verkleidete. Der Architekt Fermín Vivaceta war für die Bauarbeiten verantwortlich, die von 1869 bis zum 23. August 1872, als der Bau abgeschlossen wurde, vom Bauunternehmer Juan Estephani ausgeführt wurden.
Die Einweihung des Zentralmarktes erfolgte im Rahmen der Nationalen Ausstellung für Kunst und Industrie 1872, einer Veranstaltung im Rahmen der Gedenkfeierlichkeiten zu den Nationalfeiertagen Chiles.

## Galerie

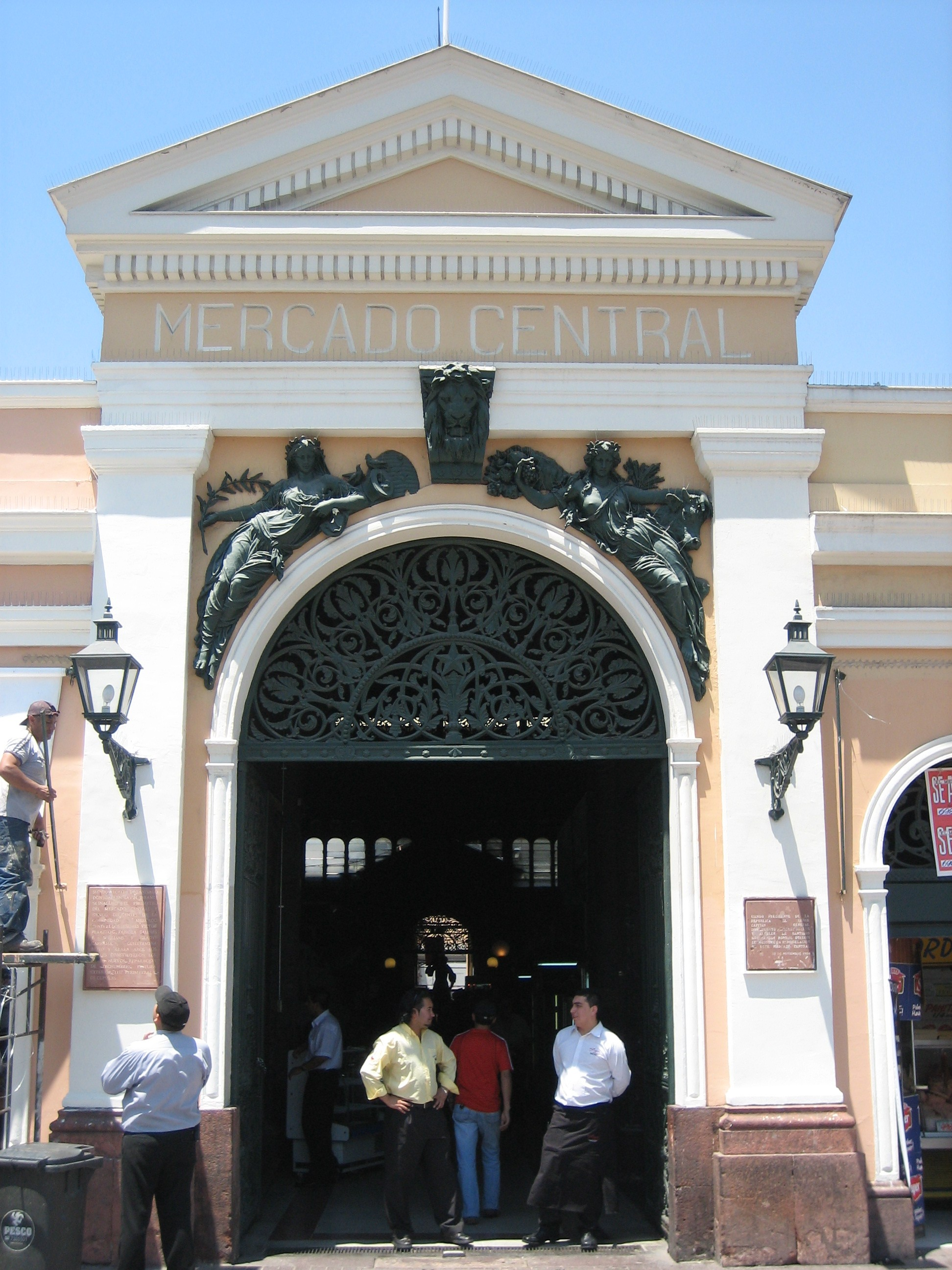
Hauptzugang zum Zentralmarkt
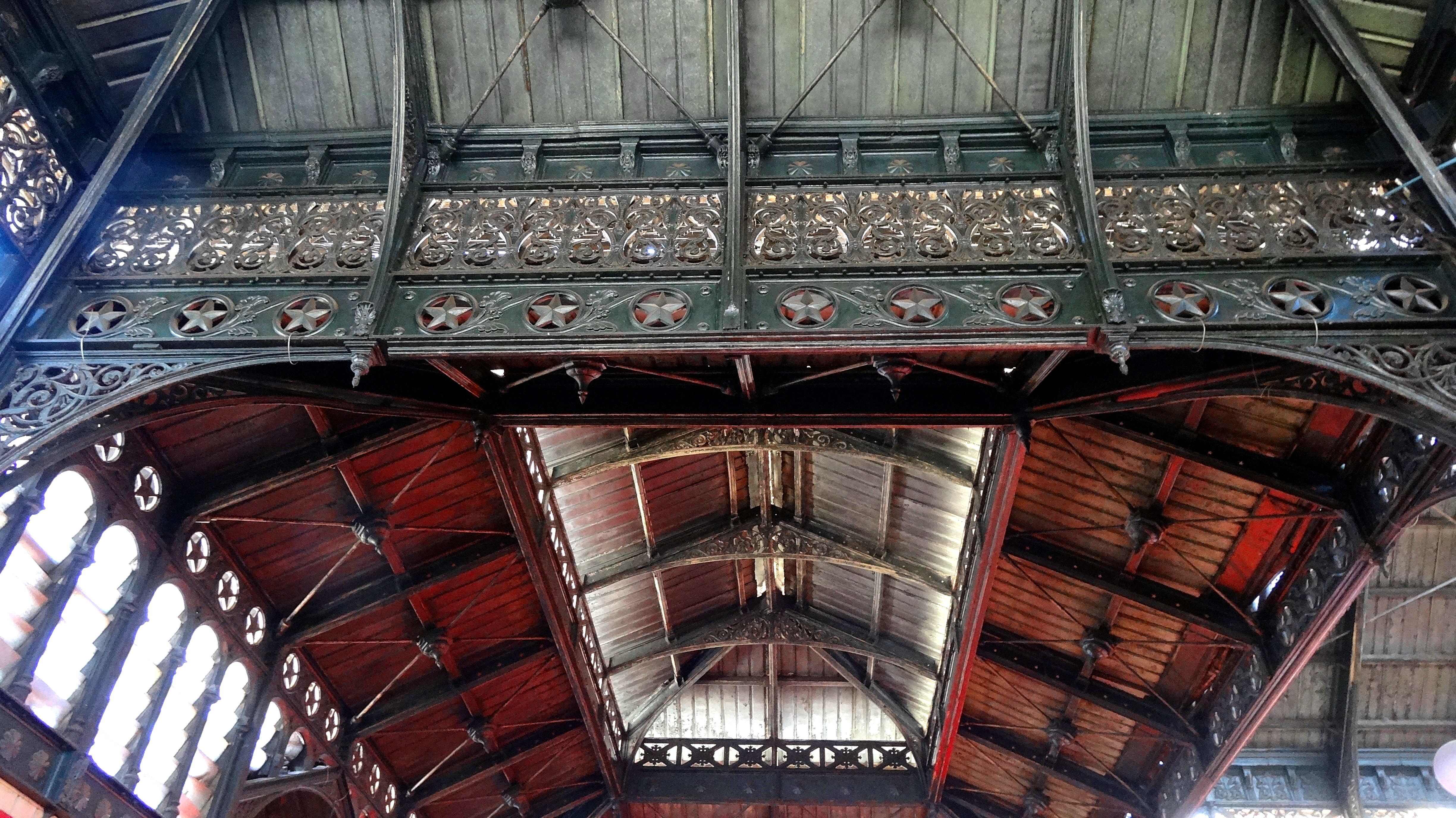
Konstruktionsdetail der Markthalle
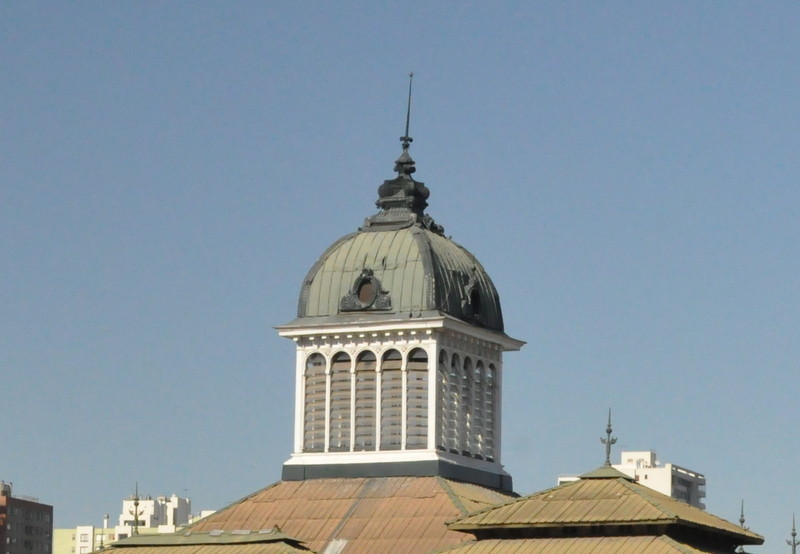
Außenansicht der Kuppel
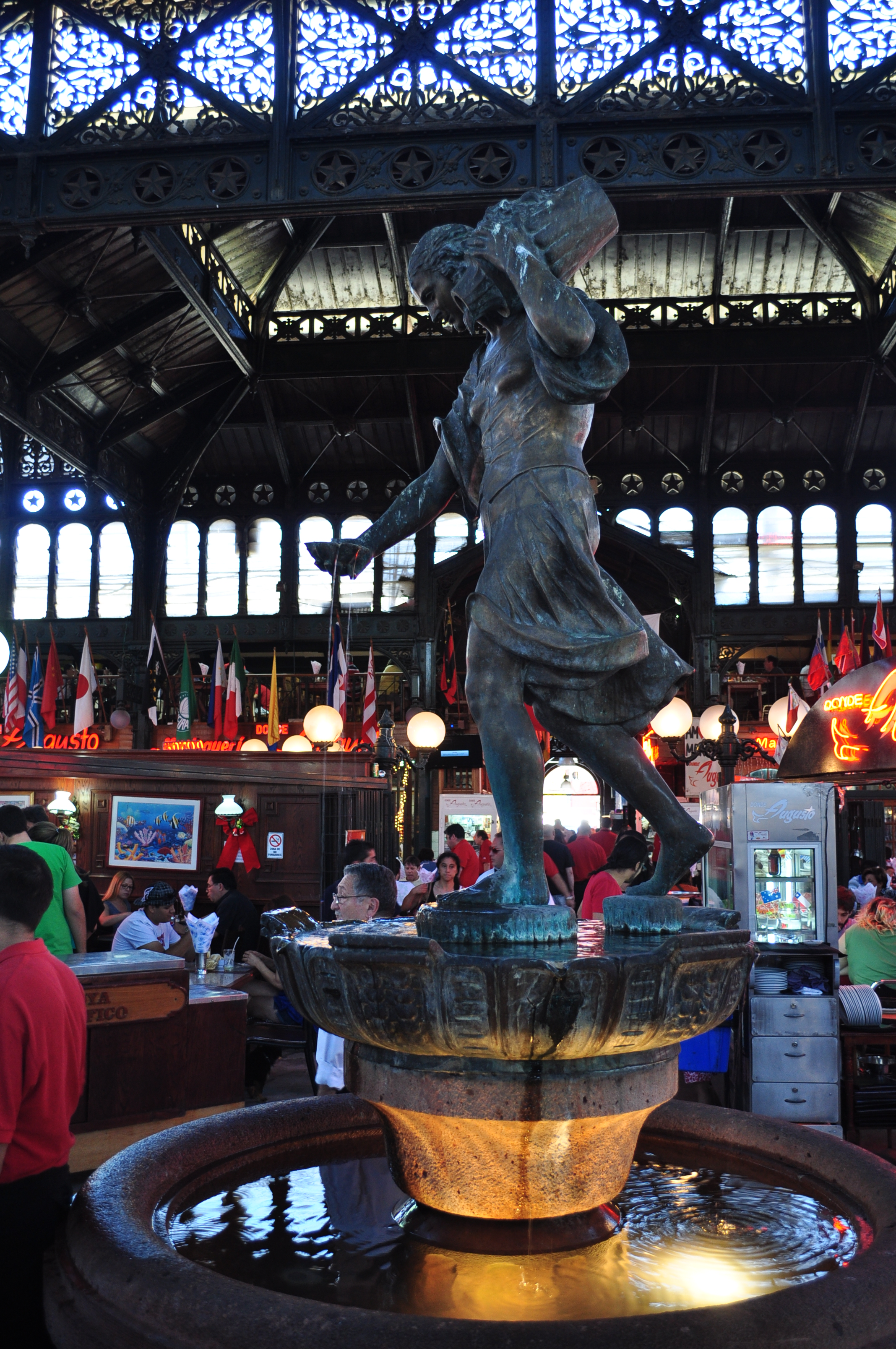
Innenbrunnen
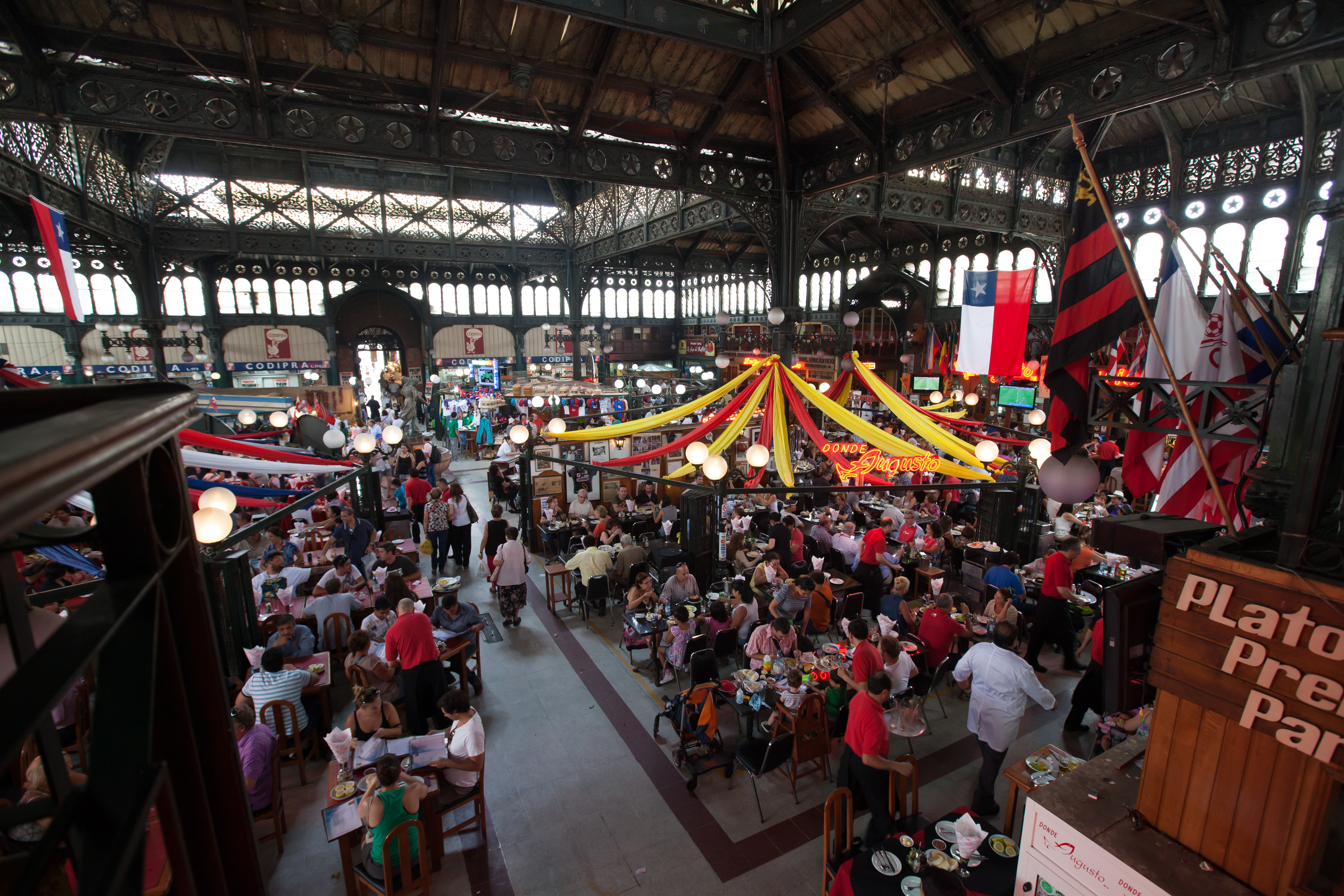
Restaurants in der Markthalle